# Пиковое ускорение грунта
Пиковое ускорение грунта (PGA, Peak ground acceleration) — мера интенсивности землетрясения, соответствующая амплитуде наибольшего абсолютного ускорения на акселерограмме. PGA часто разделяют на горизонтальную и вертикальную составляющие. Горизонтальные PGA  больше, чем в вертикальном направлении, но это не всегда так, особенно вблизи сильных землетрясений. Расчётное движение грунта при землетрясении (DBEGM) часто определяется в терминах PGA. PGA измеряется с помощью акселерографов.
PGA является наиболее часто используемым типом ускорения грунта в инженерных приложениях. Он часто используется в сейсмостойком проектировании (включая сейсмические строительные нормы и правила) и обычно наносится на карты сейсмической опасности.  При землетрясении повреждение зданий и инфраструктуры более тесно связано с движением грунта, мерой которого является PGA, а не с магнитудой самого землетрясения. Для умеренных землетрясений PGA является достаточно хорошим определителем ущерба; при сильных землетрясениях повреждения чаще коррелируют с максимальной скоростью грунта. 

## Геофизика
Энергия землетрясения распространяется волнами от гипоцентра, вызывая движение грунта во всех направлениях, но обычно моделируется по горизонтали (в двух направлениях) и по вертикали. PGA регистрирует ускорение (скорость изменения скорости) этих движений, в то время как пиковая скорость грунта представляет собой наибольшую скорость (скорость движения), достигаемую землей, а пиковое перемещение представляет собой пройденное расстояние.   Эти значения различаются при разных землетрясениях и в разных местах в пределах одного землетрясения в зависимости от ряда факторов. К ним относятся длина разлома, магнитуда, глубина землетрясения, расстояние от эпицентра, продолжительность (продолжительность цикла сотрясений) и геология земли (недра). Мелкофокусные землетрясения вызывают более сильное сотрясение (ускорение), чем промежуточные и глубокие землетрясения, поскольку энергия высвобождается ближе к поверхности. 
PGA может быть выражено в долях g (стандартное ускорение из-за силы тяжести Земли, эквивалентное перегрузке ) либо в виде десятичной дроби, либо в процентах; в м/с 2 (1 g равно 9,81 м/с 2 );  или кратно Gal, где 1 Гал равен 0,01 м/с 2 (1 g равно 981 Гал).
Тип грунта может значительно влиять на ускорение грунта, поэтому значения PGA могут демонстрировать крайнюю изменчивость на расстоянии в несколько километров, особенно при землетрясениях от умеренных до сильных.  Различные результаты PGA от землетрясения могут быть отображены на карте сотрясений .  Из-за сложных условий, влияющих на PGA, землетрясения одинаковой магнитуды могут давать несопоставимые результаты, при этом многие землетрясения средней магнитуды генерируют значительно большие значения PGA, чем землетрясения большей магнитуды.
Во время землетрясения ускорение грунта измеряется в трех направлениях: вертикальном (V или UD, для вверх-вниз) и двух перпендикулярных горизонтальных направлениях (H1 и H2), часто с севера на юг (NS) и с востока на запад (EW). Регистрируется пиковое ускорение в каждом из этих направлений, причем часто сообщается самое высокое индивидуальное значение. В качестве альтернативы можно отметить комбинированное значение для данной станции. Пиковое горизонтальное ускорение грунта (PHA или PHGA) можно получить, выбрав более высокую индивидуальную запись, взяв среднее значение двух значений или вычислив векторную сумму двух компонентов. Трехкомпонентное значение также может быть достигнуто за счет учета вертикальной составляющей.
В сейсморазведке часто используется эффективное пиковое ускорение (EPA, максимальное ускорение грунта, на которое реагирует здание), которое обычно составляет ⅔ – ¾ PGA.  .

Повреждение зданий связано как с пиковой скоростью грунта (PGV), так и с продолжительностью землетрясения: чем дольше сохраняется сотрясение высокого уровня, тем выше вероятность повреждения.

## Сравнение инструментальной и ощущаемой интенсивности
Пиковое ускорение грунта обеспечивает измерение инструментальной интенсивности, то есть сотрясения грунта, регистрируемого сейсмическими приборами . Другие шкалы интенсивности измеряют интенсивность ощущений, основываясь на сообщениях очевидцев, ощущениях сотрясения и наблюдаемых повреждениях. Между этими шкалами существует корреляция, но не всегда абсолютное совпадение, поскольку на опыт и ущерб могут влиять многие другие факторы, в том числе качество сейсморазведки.
Вообще говоря,
- 0,001 г (0,01 м/с 2 ) – воспринимаемый людьми
- 0,02  г (0,2  м/с 2 ) – люди теряют равновесие
- 0,50  г (5  м/с 2 ) – очень высокая; хорошо спроектированные здания могут выжить, если продолжительность невелика. [6]

### Корреляция со шкалой Меркалли
Геологическая служба США разработала инструментальную шкалу интенсивности, которая отображает пиковое ускорение грунта и пиковую скорость грунта по шкале интенсивности, аналогичной войлочной шкале Меркалли . Эти значения используются сейсмологами всего мира для создания карт сотрясений. 

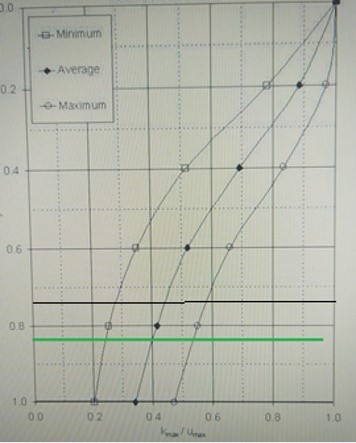
Изменение максимального коэффициента ускорения в зависимости от глубины скользящей массы. Для z/H =0,75 a_max/a_z=0,43. amax,ave — максимальное среднее ускорение для скользящей массы, распространяющейся на глубину z.

| Инструментальный </br> Интенсивность | Ускорение в долях от g=9.81 m/c2 | Скорость </br> (см/с) | Воспринимаемое дрожание | Потенциальный ущерб       |
| ------------------------------------ | -------------------------------- | --------------------- | ----------------------- | ------------------------- |
| I                                    | < 0,000464                       | < 0,0215              | Не чувствуется          | Никто                     |
| II–III                               | 0,000464 – 0,00297               | 0,135 – 1,41          | Слабый                  | Никто                     |
| IV                                   | 0,00297 – 0,0276                 | 1,41 – 4,65           | Свет                    | Никто                     |
| В                                    | 0,0276 – 0,115                   | 4,65 – 9,64           | Умеренный               | Очень легкий              |
| VI                                   | 0,115 – 0,215                    | 9,64 – 20             | Сильный                 | Свет                      |
| VII                                  | 0,215 – 0,401                    | 20 – 41,4             | Очень сильный           | Умеренный                 |
| VIII                                 | 0,401 – 0,747                    | 41,4 – 85,8           | Тяжелый                 | От умеренного до тяжелого |
| IX                                   | 0,747 – 1,39                     | 85,8 – 178            | Жестокий                | Тяжелый                   |
| Х+                                   | > 1,39                           | > 178                 | Экстрим                 | Очень тяжелый             |

## Известные землетрясения
| PGA single direction (max recorded) | PGA vector sum (H1, H2, V) (max recorded) | Mag     | Depth   | Fatalities      | Earthquake                            |
| ----------------------------------- | ----------------------------------------- | ------- | ------- | --------------- | ------------------------------------- |
| 3.23 g                              |                                           | 7.8     | 15 km   | 2               | 2016 Kaikoura earthquake              |
| 2.7 g                               | 2.99 g                                    | 9.1     | 30 km   | 19,759          | 2011 Tōhoku earthquake and tsunami    |
|                                     | 4.36 g                                    | 6.9/7.2 | 8 km    | 12              | 2008 Iwate–Miyagi Nairiku earthquake  |
| 1.92 g                              |                                           | 7.7     | 8 km    | 2,415           | 1999 Jiji earthquake                  |
| 1.82 g                              |                                           | 6.7     | 18 km   | 57              | 1994 Northridge earthquake            |
| 1.81 g                              |                                           | 9.5     | 33 km   | 1,000–6000      | 1960 Valdivia earthquake              |
| 1.61 g                              |                                           | 7.6     | 40.2 km | 2               | 2012 Costa Rica earthquake            |
| 1.51 g                              |                                           | 6.2     | 5 km    | 185             | February 2011 Christchurch earthquake |
|                                     | 1.47 g                                    | 7.1     | 42 km   | 4               | April 2011 Miyagi earthquake          |
| 1.46 g                              |                                           | 6.4     | 17.9 km | 2               | 2022 Ferndale earthquake              |
| 1.26 g                              |                                           | 7.1     | 10 km   | 0               | 2010 Canterbury earthquake            |
| 1.25 g                              |                                           | 7.3     | 63.1 km | 4               | 2022 Fukushima earthquake             |
| 1.25 g                              |                                           | 6.6     | 8.4 km  | 58–65           | 1971 Sylmar earthquake                |
| 1.04 g                              |                                           | 6.6     | 10 km   | 11              | 2007 Chūetsu offshore earthquake      |
| 1.0 g                               |                                           | 6.0     | 8 km    | 0               | December 2011 Christchurch earthquake |
| 0.98 g                              |                                           | 7.0     | 21 km   | 119             | 2020 Aegean Sea earthquake            |
| 0.92 g                              |                                           | 7.6     | 16.2 km | 2               | 2022 Michoacán earthquake             |
| 0.91 g                              |                                           | 6.9     | 16 km   | 5,502–6,434     | Great Hanshin earthquake              |
| 0.8 g                               |                                           | 7.2     | 12 km   | 222             | 2013 Bohol earthquake                 |
| 0.78 g                              |                                           | 6.0     | 6 km    | 1               | June 2011 Christchurch earthquake     |
| 0.75 g                              |                                           | 8.1     | 28.9 km | 0               | 2021 Kermadec Islands earthquakes     |
| 0.68 g                              |                                           | 6.7     | 18.4 km | 93              | 2022 Luding earthquake                |
| 0.65 g                              |                                           | 6.9     | 19 km   | 63              | 1989 Loma Prieta earthquake           |
| 0.65 g                              |                                           | 8.8     | 23 km   | 525             | 2010 Chile earthquake                 |
| 0.6 g                               |                                           | 6.0     | 10 km   | 143             | 1999 Athens earthquake                |
| 0.58 g                              |                                           | 6.4     | 10 km   | 2               | 2021 Hormozgan earthquake             |
| 0.51 g                              |                                           | 6.9     | 10 km   | 1               | 2022 Taitung earthquake               |
| 0.51 g                              |                                           | 6.4     | 16 km   | 612             | 2005 Zarand earthquake                |
| 0.5 g                               |                                           | 7.0     | 13 km   | 100,000–316,000 | 2010 Haiti earthquake                 |
| 0.47 g                              |                                           | 7.2     | 10 km   | 2,248           | 2021 Haiti earthquake                 |
| 0.438 g                             |                                           | 7.7     | 44 km   | 28              | 1978 Miyagi earthquake (Sendai)       |
| 0.41 g                              |                                           | 6.5     | 11 km   | 2               | 2015 Lefkada earthquake               |
| 0.4 g                               |                                           | 5.7     | 8 km    | 0               | 2016 Christchurch earthquake          |
| 0.37 g                              |                                           | 5.1     | 1 km    | 9               | 2011 Lorca earthquake                 |
| 0.34 g                              |                                           | 6.4     | 15 km   | 5,778           | 2006 Yogyakarta earthquake            |
| 0.18 g                              |                                           | 9.2     | 25 km   | 131             | 1964 Alaska earthquake                |